# Traktat z El Pardo
Traktat z El Pardo – traktat podpisany 11 marca 1778 r. przez Marię I Franciszkę Pobożną i Karola III Hiszpańskiego. Porozumienie to dotyczyło podziału terenów spornych pozostałych po traktacie z Tordesillas między ówczesnymi potęgami kolonialnymi, Hiszpanią i Portugalią.

## Postanowienia

### Ameryka Południowa
Największy konflikt dotyczył terytoriów Misji wschodnich oraz obecnego Urugwaju i Paragwaju (tereny należące do Hiszpanii). Wybuchł on za sprawą Portugalczyków naruszających granice hiszpańskich kolonii. Nie został rozstrzygnięty przez wojny prowadzone w latach 1761- 1763 oraz 1776- 1777. Rozwiązaniem był traktat z El Pardo, na mocy którego Portugalia otrzymała ziemie w granicach współczesnej Brazylii, a Hiszpania zatrzymała terytoria sporne.

### Afryka
Królowa Portugalii przekazała Hiszpanom wyspy Annabón i Fernão do Po (obocnie Bioko) oraz wybrzeże Gwinei leżące między rzekami Niger a Ogowe. Po tym wydarzeniu wyspa Fernão do Po zmieniła nazwę na Fernando Poo.